# غاري أرسكين
غاري أرسكين (بالإنجليزية: Gary Erskine)‏ هو رسام بالرصاص بريطاني، ولد في 23 أكتوبر 1968 في بيزلي في المملكة المتحدة.